# Championnats d'Europe d'athlétisme handisport 2018
Navigation
Grosseto 2016 Bydgoszcz 2021
Les 6e championnats d'Europe d'athlétisme handisport se déroulent du 20 au 26 août 2018, à Berlin en Allemagne.

## Classification des handicaps
Les athlètes sont classés selon la nature et la gravité de leurs handicap pour pouvoir concourir contre d'autres athlètes aux handicaps similaires. Chaque classification se compose de trois caractères, une lettre suivi de deux chiffres. La lettre permet de spécifier le type de concours : T pour les cours et les sauts, F pour les lancers. Le premier chiffre concerne le type de handicap tandis que le second chiffre lui désigne la gravité de celui-ci ; plus le second chiffre est bas, plus le handicap est important.
- T/F11-13 : concerne les athlètes non-voyants (11) et malvoyants (12 et 13). Les athlètes de la catégorie 11 (et parfois dans la catégorie 12) courent avec un guide.
- T/F20 : concerne les athlètes avec une déficience mentale (QI inférieur à 70).
- T/F31-38 : concerne les athlètes avec des problèmes de coordination des membres (par exemple liée à une paralysie cérébrale). Les athlètes des catégories 31 à 34 concourent assis ou en fauteuil, tandis que ceux dans les catégories 35 à 38 concourent debout.
- T/F40-41 : concerne les athlètes de petite taille
- T/F42-47 : concerne les athlètes avec handicap au niveau des jambes.
- T/F51-58 : concerne les athlètes avec des problèmes musculaires ou un manque d'amplitude dans leurs mouvements. Tous concourent en fauteuil roulant.

## Nations participantes
Ci-dessous la liste des pays qui ont participé aux Championnats. La Russie n'a pas participé en raison de la suspension du pays par le Comité international paralympique.
- Allemagne
- Autriche
- Azerbaïdjan
- Belgique
- Biélorussie
- Bosnie-et-Herzégovine
- Bulgarie
- Chypre
- Croatie
- Danemark
- Espagne
- Estonie
- Finlande
- France
- Grande-Bretagne
- Grèce
- Hongrie
- Irlande
- Islande
- Israël
- Italie
- Lettonie
- Lituanie
- Luxembourg
- Moldavie
- Monténégro
- Norvège
- Pays-Bas
- Pologne
- Portugal
- Roumanie
- Serbie
- Slovaquie
- Slovénie
- Suède
- Suisse
- Tchéquie
- Turquie
- Ukraine

## Résultats

### 100 m
| Catégorie | Or                                                          | Argent                                                      | Bronze                                      |
| --------- | ----------------------------------------------------------- | ----------------------------------------------------------- | ------------------------------------------- |
| T11       | Fonja Oja Guide : Jesper Oja 13 s 68                        | Lia Beel Quintana Guide : David Gutierrez 13 s 83           | Joanna Mazur Guide : Michal Stawiki 14 s 40 |
| T12       | Katrin Mueller-Rottgardt Guide : Alexander Kosenkow 12 s 76 | Melani Berges Gamez Guide : Sergio Palancar Sanchez 13 s 11 | Małgorzata Ignasiak 13 s 26                 |
| T13       | Leilia Adzhametova 11 93 CR                                 | Carolina Duarte 12 s 59                                     | Orla Comerford 12 s 82                      |
| T34       | Karé Adenegan 17 s 38                                       | Hannah Cockroft 17 s 95                                     | Joyce Lefevre 20 s 33                       |
| T35       | Maria Lyle 15 s 32                                          | Nienke Timmer 16 s 05                                       | Valeriia Yanhol 16 s 32                     |
| T36       | Nicole Nicoleitzen 15 s 60                                  | non décernée                                                | non décernée                                |
| T37       | Mandy François-Elie 13 s 29                                 | Natalia Kobzar 13 s 67                                      | Bergrun Osk Adalsteinsdottir 14 s 73        |
| T38       | Sophie Hahn 12 s 52 CR                                      | Lindy Ave 13 s 21                                           | Olivia Breen 13 s 30                        |
| T47       | Alicja Jeromin 13 s 02                                      | Tereza Jakschova 13 s 19                                    | Polly Maton 13 s 45                         |
| T53       | Tanja Henseler 19 s 60                                      | Anita Scherrer 20 s 64                                      | non décernée                                |
| T54       | Amanda Kotaja 17 s 08                                       | Zubeyde Supurgeci 17 s 16                                   | Alexandra Helbling 17 s 89                  |
| T63       | Martina Caironi 14 s 91 CR                                  | Monica Contrafatto 15 s 61                                  | Gitte Haenen 16 s 07                        |
| T64       | Marlene van Gansewinkel 12 s 85                             | Irmgard Bensusan 13 s 09                                    | Laura Sugar 13 s 63                         |
| RR1       | Marika Vaihinger 31 s 26                                    | Marte Aasvang 32 s 61                                       | non décernée                                |
| RR3       | Hannah Dines 19 s 00                                        | Kayleigh Haggo 19 s 46                                      | Manja Hansen 20 s 48                        |

### 200 m
| Catégorie | Or                                                       | Argent                                                      | Bronze                                            |
| --------- | -------------------------------------------------------- | ----------------------------------------------------------- | ------------------------------------------------- |
| T11       | Lia Beel Quintana Guide : David Alonso Gutierrez 28 s 56 | Joanna Mazur Guide : Michal Stawicki 28 s 57                | Itxaso Munguira Guide :Aitor Fine Maranon 30 s 13 |
| T12       | Oksana Boturchuk Guide : Vitali Butrym 25 s 23           | Katrin Mueller-Rottgardt Guide : Alexander Kosenkow 26 s 47 | Małgorzata Ignasiak 27 s 30                       |
| T13       | Leilia Adzhametova 24 s 78 CR                            | Carolina Duarte 25 s 38                                     | Orla Comerford 26 s 76                            |
| T35       | Jagoda Kibil 32 s 04                                     | Nienke Timmer 34 s 79                                       | Valeriia Yanhol 35 s 12                           |
| T36       | Nicole Nicoleitzen 31 s 87                               | Yelyzaveta Henkina 33 s 17                                  | non décernée                                      |
| T37       | Mandy François-Elie 27 s 86 CR                           | Manon Genest 30 s 33                                        | Bergrun Osk Adalsteinsdottir 31 s 61              |
| T38       | Sophie Hahn 26 s 51 CR                                   | Lindy Ave 27 s 24                                           | Luca Ekler 27 s 92                                |
| T47       | Angelina Lanza 26 s 31                                   | Alicja Jeromin 26 s 61                                      | Tereza Jakschova 27 s 32                          |
| T53       | Hamide Kurt 31 s 59 CR                                   | Zeynep Acet 35 s 78                                         | Tanja Henseler 36 s 51                            |
| T54       | Zubeyde Supurgeci 30 s 96 CR                             | Alexandra Helbling 31 s 30                                  | Amanda Kotaja 31 s 62                             |
| T62       | Abassia Rahmani 29 s 32                                  | non décernée                                                | non décernée                                      |
| T64       | Marlene van Gansewinkel 26 s 12                          | Irmgard Bensusan 26 s 84 CR                                 | Laura Sugar 28 s 03                               |

### 400 m
| Catégorie | Or                                                 | Argent                                                      | Bronze                                                            |
| --------- | -------------------------------------------------- | ----------------------------------------------------------- | ----------------------------------------------------------------- |
| T11       | Joanna Mazur Guide : Michal Stawicki 1 min 03 s 67 | Öznur Alumur Guide : Muhammad Emin Tan 1 min 06 s 30        | Itxaso Munguira Guide :Aitor Fine Maranon 1 min 11 s 52           |
| T12       | Oksana Boturchuk Guide : Vitali Butrym 56 s 33     | Melani Bergés Gámez Guide : Sergio Palancar Sanchez 59 s 33 | Katrin Mueller-Rottgardt Guide : Alexander Kosenkow 1 min 02 s 99 |
| T13       | Carolina Duarte 56 s 64 CR                         | Leilia Adzhametova 57 s 30                                  | Nathale Nilsson 1 min 02 s 91                                     |
| T20       | Carina Paim 57 s 29 ER                             | Yuliia Shuliar 58 s 59                                      | Natalia Iezlovetska 59 s 03                                       |
| T37       | Natalia Kobzar 1 min 05 s 24 CR                    | Manon Genest 1 min 06 s 25                                  | Laure Ustaritz 1 min 11 s 80                                      |
| T53       | Hamide Kurt 57 s 76 CR                             | Zeynep Acet 1 min 09 s 62                                   | Tanja Henseler 1 min 12 s 32                                      |
| T54       | Alexandra Helbling 58 s 64 CR                      | Margriet van der Broek 59 s 18                              | Patricia Keller 1 min 04 s 89                                     |

### 800 m
| Catégorie | Or                                   | Argent                           | Bronze                     |
| --------- | ------------------------------------ | -------------------------------- | -------------------------- |
| T20       | Barbara Niewiedzial 2 min 15 s 79 WR | Lyudmila Danilina 2 min 16 s 83  | Ilona Biacsi 2 min 17 s 57 |
| T34       | Hannah Cockroft 2 min 14 s 21 CR     | Karé Adenegan 2 min 14 s 38      | non décernée               |
| T53/54    | Margriet van der Broek 2 min 05 s 53 | Alexandra Helbling 2 min 05 s 95 | Hamide Kurt 2 min 06 s 13  |

### Saut en longueur
| Catégorie | Or                         | Argent                              | Bronze                      |
| --------- | -------------------------- | ----------------------------------- | --------------------------- |
| F11       | Viktoria Karlsson 4,77 m   | Meritxell Playa Faus 4,73 m         | Ronja Oja 4,26 m            |
| F12       | Sara Martinez 5,42 m       | Katrin Mueller-Rottgardt 5,06 m     | Anna Kaniuk 5,04 m          |
| F20       | Karolina Kucharczyk 6,14 m | Erica Gomes 5,68 m                  | Mikela Ristoski 5,52 m      |
| F37       | Marta Piotrowsk 4,51 m     | Bergrun Osk Adalsteinsdottir 4,16 m | Natalia Jasinska 3,83 m     |
| F38       | Luca Ekler 5,39 m          | Lindy Ave 4,71 m                    | Anna Trener-Wierciak 4,58 m |
| F63       | Martina Caironi 4,91 m     | Gitte Haenen 4,30 m                 | Fleur Schouten 3,77 m       |
| F64       | Marie-Amélie Le Fur 6,01 m | Marlene van Gansewinkel 5,61 m      | Stef Reid 5,49 m            |

### Lancer du poids
| Catégorie | Or                           | Argent                        | Bronze                      |
| --------- | ---------------------------- | ----------------------------- | --------------------------- |
| F12       | Assunta Legnante 15,85 m     | Orysia Ilchyna 12,68 m        | Tamara Sivakova 11,31 m     |
| F20       | Sabrina Fortune 13,30 m      | Ewa Durska 12,93 m            | Anastasiia Mysnyk 12,46 m   |
| F32       | Anastasiia Moskalenko 5,65 m | Maria Stamatoula 5,27 m       | Hanna Laura Wichmann 4,45 m |
| F33       | Lucyna Kornobys 7,49 m       | Joanna Oleksiuk 5,59 m        | Anthi Liagkou 4,59 m        |
| F34       | Vanessa Wallace 7,45 m       | Marie Braemer-Skowrone 6,93 m | Charleen Kosche 6,74 m      |
| F35       | Mariia Pomazan 11,42 m       | Klaudia Maliszewska 8,32 m    | Anna Luxova 8,10 m          |
| F36/37    | Birgit Kober 11,79 m         | Eva Datinska 10,79 m          | Juliane Mogge 9,46 m        |
| F40       | Renata Sliwinska 8,50 m      | Lara Baars 6,78 m             | Petra Struklec 4,83 m       |
| F41       | Rose Vandegou 7,19 m         | Marijana Goranovic 6,56 m     | Rabia Cirit 6,20 m          |
| F54       | Ioulia Nezhura 6,10 m        | Iana Lebiedieva 5,43 m        | Eva Kacanu 5,02 m           |
| F55       | Diāna Dadzīte 8,00 m         | Daniela Todorova 6,86 m       | Karoline Strawinska 6,00 m  |
| F57       | Ivanka Koleva 8,02 m         | Martina Willig 7,60 m         | non décernée                |

### Lancer du disque
| Catégorie | Or                      | Argent                   | Bronze                     |
| --------- | ----------------------- | ------------------------ | -------------------------- |
| F12       | Orysia Ilchyna 40,38 m  | Tamara Sivakova 38,63 m  | Rose Welepa 30,41 m        |
| F38       | Noelle Lenihan 32,95 m  | Eva Datinska 27,29 m     | Ingrida Priede 25,52 m     |
| F41       | Niamh McCarthy 31,76 m  | Renata Sliwinska 21,54 m | Lara Baars 20,47 m         |
| F53       | Iana Lebiedieva 14,93 m | Zoia Ovsii 13,04 m       | Svitlana Stetsiuk 10,47 m  |
| F55       | Diāna Dadzīte 22,46 m   | Daniela Todorova 18,45 m | Katerina Novakova 16,13 m  |
| F57       | Orla Barry 28,76 m      | Martina Willing 20,53 m  | Ivanka Koleva 19,95 m      |
| F64       | Ida Nesse 34,08 m       | Kristel Walther 31,55 m  | Faustyna Kotlowska 26,28 m |

### Lancer du javelot
| Catégorie | Or                         | Argent                        | Bronze                   |
| --------- | -------------------------- | ----------------------------- | ------------------------ |
| F13       | Natalija Eder 34,77 m      | Laura Rus Martinez 24,84 m    | Rose Welepa 22,74 m      |
| F34       | Marjaana Heikkinen 18,79 m | Frances Hermann 17,47 m       | Lucyna Kornobys 16,22 m  |
| F46       | Hollie Arnold 40,15 m      | Katarzyna Piekart 32,59 m     | Saska Sokolov 32,17 m    |
| F54       | Ioulia Nechura 11,98 m     | Rozalie Nike Mosovska 11,15 m | Iana Lebiedieva 11,15 m  |
| F56       | Diāna Dadzīte 26,36 m      | Martina Willing 21,34 m       | Daniela Todorova 19,90 m |

### Lancer de massue
| Catégorie | Or                            | Argent                          | Bronze                |
| --------- | ----------------------------- | ------------------------------- | --------------------- |
| F32       | Anastasiia Moskalenko 19,42 m | Hanna Laura M. Wichmann 16,63 m | Anna Muzikova 16,24 m |
| F51       | Zoia Ovsii 24,31 m            | Joanna Butterfield 21,53 m      | Kylie Grimes 17,92 m  |